# Giuse Phan Thế Hinh
Giuse Phan Thế Hinh (1928–1989) là một giám mục của Giáo hội Công giáo Rôma tại Việt Nam. Ông nguyên là Giám mục chính tòa của Giáo phận Hưng Hóa, đảm trách cương vị này từ năm 1985 cho đến khi qua đời. Khẩu hiệu giám mục của ông là "Xin vâng ý Cha".
Giám mục Phan Thế Hinh sinh tại Hà Tây (nay là Hà Nội). Sau quá trình tu học, ông được truyền chức linh mục ngày tháng 9 năm 1959 và đảm trách vai trò giáo sư Tiểu chủng viện, sau đó được chuyển làm linh mục chính xứ Ngô Xá. Tòa Thánh thông báo chọn linh mục Giuse Phan Thế Hinh làm giám mục phó Hưng Hóa vào tháng 4 năm 1976 và nghi thức truyền chức đã được cử hành vào tháng 11 cùng năm.
Năm 1985, giám mục Nguyễn Huy Quang qua đời, giám mục phó Giuse Phan Thế Hinh kế nhiệm chức vị giám mục chính tòa Hưng Hóa. Ông đảm nhận chức vụ này đến khi qua đời đột ngột vào tháng 1 năm 1989.

## Thân thế và tu tập
Giám mục Phan Thế Hinh sinh ngày 27 tháng 10 năm 1928, tại làng Mông Phụ, xứ Bách Lộc, huyện Ba Vì, tỉnh Hà Tây, nay thuộc giáo xứ Sơn Tây, xã Đường Lâm, thị xã Sơn Tây, thành phố Hà Nội, thuộc Giáo phận Hưng Hóa trong một gia tộc khá giả. Thân phụ là ông Phan Văn Cần và thân mẫu là bà Nguyễn Thị Toá. Trong gia đình, Phan Thế Hinh là người con thứ tư, trưởng nam trong gia đình nhưng bắt đầu con đường tu tập vào lúc 10 tuổi.
Năm 1941, cậu bé Phan Thế Hinh thi đỗ vào được vào trường tập Hưng Hóa và học tại tiểu chủng viện Hà Thạch trong khoảng thời gian bảy năm cho đến năm 1948. Sau thời gian học tại tiểu chủng viện, chủng sinh Hinh đề nghị được đến các giáo xứ khó khăn trong giáo phận. Từ năm 1948, Phan Thế Hình hỗ trợ mục vụ linh mục Phêrô Doãn Quang Ngọc tại Chiêu Ứng, tỉnh Phú Thọ. Trong khoảng thời gian từ năm 1953 đến năm 1954, ông hỗ trợ mục vụ linh mục Phêrô Võ Cao Thuyết ở Yên Tập, tỉnh Phú Thọ. Từ năm 1954 đến năm 1955, chủng sinh Phan Thế Hinh phụ giúp linh mục Phaolô Nguyễn Thái Phác ở Phú Nghĩa, Thạch Thất, Hà Nội.
Phan Thế Hinh khước từ cơ hội di cư vào miền Nam Việt Nam sau khi ký kết hiệp định Giơ-ne-vơ và quyết định ở lại Giáo phận Hưng Hóa. Từ năm 1955, Phan Thế Hinh đảm nhận vai trò Giáo sư Tiểu chủng viện Sơn Lộc. Về vấn đề tu học, ông theo học thần học với giám mục Đại diện Tông Tòa Hưng Hóa Gustave Mazé Kim.

## Linh mục
Ngày 13 tháng 9 năm 1959, Phan Thế Hinh được truyền chức linh mục cách âm thầm tại nhà nguyện riêng của Giám mục Gustave Mazé Kim. Sau khi được truyền chức, linh mục Hinh ở lại Địa phận và được bổ nhiệm làm giáo sư tiểu chủng viện, sau đó được thuyên chuyển làm linh mục chánh xứ giáo xứ Ngô Xá, Phú Thọ.

## Giám mục Hưng Hóa
Sau nhiều năm cử hành các nghi thức mục vụ trên cương vị là một linh mục, ngày 14 tháng 4 năm 1976, Tòa Thánh bổ nhiệm linh mục Giuse Phan Thế Hinh làm Giám mục phó Giáo phận Hưng Hóa, với danh hiệu Giám mục Hiệu tòa Mades. Lễ tấn phong cho vị tân chức được cử hành ngày 14 tháng 11 cùng năm tại Nhà thờ Sơn Tây, với vị chủ phong là Tổng giám mục phó Tổng giáo phận Hà Nội Giuse Maria Trịnh Văn Căn và hai giám mục phụ phong là giám mục chính tòa Hưng Hóa Phêrô Maria Nguyễn Huy Quang và giám mục giáo phận Bắc Ninh Phaolô Giuse Phạm Đình Tụng. Tân giám mục chọn cho mình khẩu hiệu giám mục: Fiat Voluntas Tua (Xin vâng ý Cha).
Với hoàn cảnh khó khăn sau chiến tranh, giáo phận thiếu linh mục, tân giám mục Phan Thế Hinh tiếp tục công việc mục vụ tại Ngô Xá cho đến ngày 17 tháng 10 năm 1977 mới chuyển về Tòa Giám mục tại Sơn Tây.
Trong các buổi làm việc đại hội Hội đồng Giám mục Việt Nam lần thứ nhất diễn ra từ ngày 24 tháng 4 đến ngày 1 tháng 5 năm 1980, giám mục Phan Thế Hinh được bầu chọn giữ nhiệm vụ Chủ tịch Ủy ban Giáo Dân thuộc Hội đồng Giám mục Việt Nam, một trong 3 ủy ban đầu tiên của cơ cấu Hội đồng giám mục. Cùng trong khoảng thời gian này, giám mục Phan Thế Hinh tham gia chuyến đi hành hương Ad Limina cùng các giám mục Việt Nam. Trong chuyến đi này, giám mục Hinh có dịp thảo luận với các giám mục khác và hội kiến giáo hoàng Gioan Phaolô II.
Ngày 14 tháng 11 năm 1985, giám mục Phan Thế Hinh kế nhiệm làm Giám mục chính tòa Giáo phận Hưng Hóa, sau khi Giám mục Hưng Hóa Nguyễn Huy Quang qua đời. Thời kỳ giám mục Hinh đảm nhiệm cương vị giám mục chính tòa, tình hình xã hội chuyển biến làm chính sách tôn giáo cởi mở, giám mục Hinh được pháp có các chuyến thăm mục vụ các giáo xứ. Giáo phận Hưng Hóa thời giám mục Hinh còn khó khăn và tình trạng thiếu linh mục. Tháng 8 năm 1988, giám mục Hinh bắt đầu các chuyến thăm mục vụ tới những giáo xứ khác nhau như: Chiêu Ứng, Đồng Xá, Hà Thạch, Làng Lang, Hiền Quan, Nhân Nghĩa, và những nơi khác trong giáo phận. 
Giuse Phan Thế Hinh được ghi nhận là một trong những người hỗ trợ cho Hồng y Giuse Maria Trịnh Văn Căn việc phong Thánh cho Các thánh tử đạo Việt Nam.
Giám mục Phan Thế Hinh cử hành nghi thức phong chức linh mục cho phó tế Giuse Nguyễn Đình Dậu, ở  Hán Đà, xã Hán Đà, Yên Bình, Yên Bái. Cùng chủng sinh khác là Gioan Maria Vũ Tất, hiện là giám mục chính toà Giáo phận Hưng Hóa và Giuse Nguyễn Trung Thoại, cùng làm việc tại Toà Giám mục tại Hưng Hoá.

## Qua đời
Sau khi tham dự lễ tấn phong tân giám mục phó Giáo phận Phát Diệm Giuse Nguyễn Văn Yến, giám mục Phan Thế Hinh đột ngột qua đời tại Sơn Tây vào ngày  22 tháng 1 năm 1989, thọ 61 tuổi.
Trong ngày lễ an táng của ông được tổ chức ngày 24 tháng 1 năm 1989 do Hồng y Giuse Maria Trịnh Văn Căn làm chủ lễ, hồng y Hà Nội nhận xét Giám mục quá cố Phan Thế Hinh: Đức cha Hinh là một vị Giám mục luôn lo cho tín hữu, con chiên, của mình được học hỏi giáo lý, giờ đã qua đời! Lần nào tôi đến gặp ngài cũng thấy ngài đang soạn những bài giáo lý. Thật là một thiệt thòi cho giáo phận Hưng Hóa.

## Tông truyền
Giám mục Giuse Phan Thế Hinh được tấn phong năm 1976, dưới thời Giáo hoàng Phaolô VI, bởi:
- Chủ phong: Giuse Maria Trịnh Văn Căn, Tổng giám mục phó Tổng giáo phận Hà Nội.
- Hai vị phụ phong: Phaolô Giuse Phạm Đình Tụng, giám mục chính tòa Giáo phận Bắc Ninh và giám mục Phêrô Maria Nguyễn Huy Quang, giám mục chính tòa Giáo phận Hưng Hóa.

Giám mục Giuse Phan Thế Hinh đóng vai trò phụ phong trong nghi thức truyền chức cho giám mục:
- Năm 1979, giám mục Giuse Maria Nguyễn Tùng Cương, cố giám mục chính tòa giáo phận Hải Phòng.